# Мани (Мексика)
Мани́ (исп. Maní) — небольшой город в Мексике, штат Юкатан, входит в состав одноимённого муниципалитета и является его административным центром. Численность населения, по данным переписи 2010 года, составила 4146 человек.

## Общие сведения
Название Maní с майянского языка можно перевести по-разному: место, где всё произошло.
Поселение было основано в доиспанский период, и было церемониальным местом поклонения Кукулькану. Первое упоминание относится к 1562 году, когда епископ Юкатана Диего де Ланда организовал сжигание кодексов и символов цивилизации майя, объявив, что они являются «ложью дьявола».

## Фотографии
- Типичные дома в Мани
- Улица в Мани